# South Luangwa Nationalpark
 For alternative betydninger, se Luangwa (flertydig). (Se også artikler, som begynder med Luangwa (flertydig))
South Luangwa Nationalpark (engelsk: South Luangwa National Park) er Zambias mest kendte dyrebeskyttelsesområde og et vigtigt turistområde i landet. Det er den sydligste af tre parker i Luangwafloddalen. De to andre er North Luangwa Nationalpark  og Luambe Nationalpark.
South Luangwa Nationalpark er hjemsted for en stor og mangfoldig population af dyrearter, herunder et stort antal giraffer og store flokke af elefanter og bøfler, der ofte tæller flere hundrede dyr. Talrige nilkrokodiller og flodheste lever også på Luangwafloden. Oksegnuer og zebra er hjemmehørende i dalen eller i nærheden. Selvom det sorte næsehorn blev beskyttet mod krybskytter af et artsbeskyttelsesprogram, uddøde det i 1987.
Luangwa Nationalpark  er en af de mest populære nationalparker i Afrika til fotosafari. Den blev grundlagt i 1938 som et beskyttet område og blev erklæret en nationalpark i 1972; den har et område på 9.050 km², der strækker sig fra Muchingabjergene i vest ned til floden. Terrænet er præget af miomboskov,  afbrudt af nogle stepper. Der er brede flodsletter ved floden.

Det vigtigste sted er på den østlige bred af Luangwa og hedder Mfue, hvor der findes en lufthavn, som Air Malawi jævnligt flyver til. Der er over et dusin lodges og lejre i parken.
- Løver i South Luangwa nationalpark
- sadelstork
- Flodheste
- Pukuantilope
- Thorneycroft-giraffen er en underart, der er karakteristisk for Luangwa-dalen
- Zebraer
- Savannebavianen gul bavian
- Hvidbrynet Sporegøg (Centropus superciliosus)
- Miombo skov i South Luangwa National Park